# ジャック・W・ショスタク
ジャック・ウィリアム・ショスタク（Jack William Szostak 1952年11月9日 - ）はアメリカ合衆国の生物学者。ハーバード・メディカルスクールの遺伝学の教授、Alexander Rich Distinguished Investigator at Massachusetts General Hospital, Bostonを勤めている。テロメアとテロメラーゼが染色体を保護する機序の発見により、エリザベス・H・ブラックバーン、キャロル・W・グライダーと共同で2009年のノーベル生理学・医学賞が授与された。

## 経歴
ショスタクはロンドンに生まれカナダで育ち、細胞生物学を専攻してマギル大学を19歳で卒業した。コーネル大学で生化学の博士号を取得し、ハーバード・メディカルスクールで研究室を立ち上げた。
ショスタクは遺伝学の分野に貢献している。酵母の染色体を世界で初めて人工的に構築したのは彼の業績である。これにより哺乳類の遺伝子地図の構築や遺伝子操作の技術の発展が促進され、またヒトゲノム計画にも貢献した。
ショスタクの発見は、減数分裂の際に起こる染色体の組み換えや、DNAの末端の特別な配列、テロメアの機能の解明にも貢献した。
近年では、ショスタクは生命の起源の解明や人工細胞の構築に挑戦している。

## 表彰・顕彰
ショスタクは全米科学アカデミー、アメリカ芸術科学アカデミー、ニューヨーク科学アカデミーの会員である。受賞歴は以下である。
- Hans Sigrist Prize, ベルン大学
- 1994年 米国科学アカデミー賞分子生物学部門
- 2000年 アメリカ遺伝学会メダル
- 2006年 アルバート・ラスカー基礎医学研究賞（ブラックバーン、グライダーと共同受賞）
- 2008年 ハイネケン賞生物化学・生物物理学部門
- 2009年 トムソン・ロイター引用栄誉賞（ブラックバーン・グライダーと共同受賞）
- 2009年 ノーベル生理学・医学賞（ブラックバーン・グライダーと共同受賞）[1]
- 2019年 王立協会フェロー